# Eurostar Italia Business
Eurostar Italia Business era una categoria di servizio assegnata a quattro treni operati da Trenitalia tra Milano Centrale e Roma Termini. I convogli erano conosciuti anche come Treno Business e segnalati sull'orario ferroviario con la sigla tBiZ. Tale categoria di servizio è stata commercializzata dal novembre 2005 al dicembre 2008.

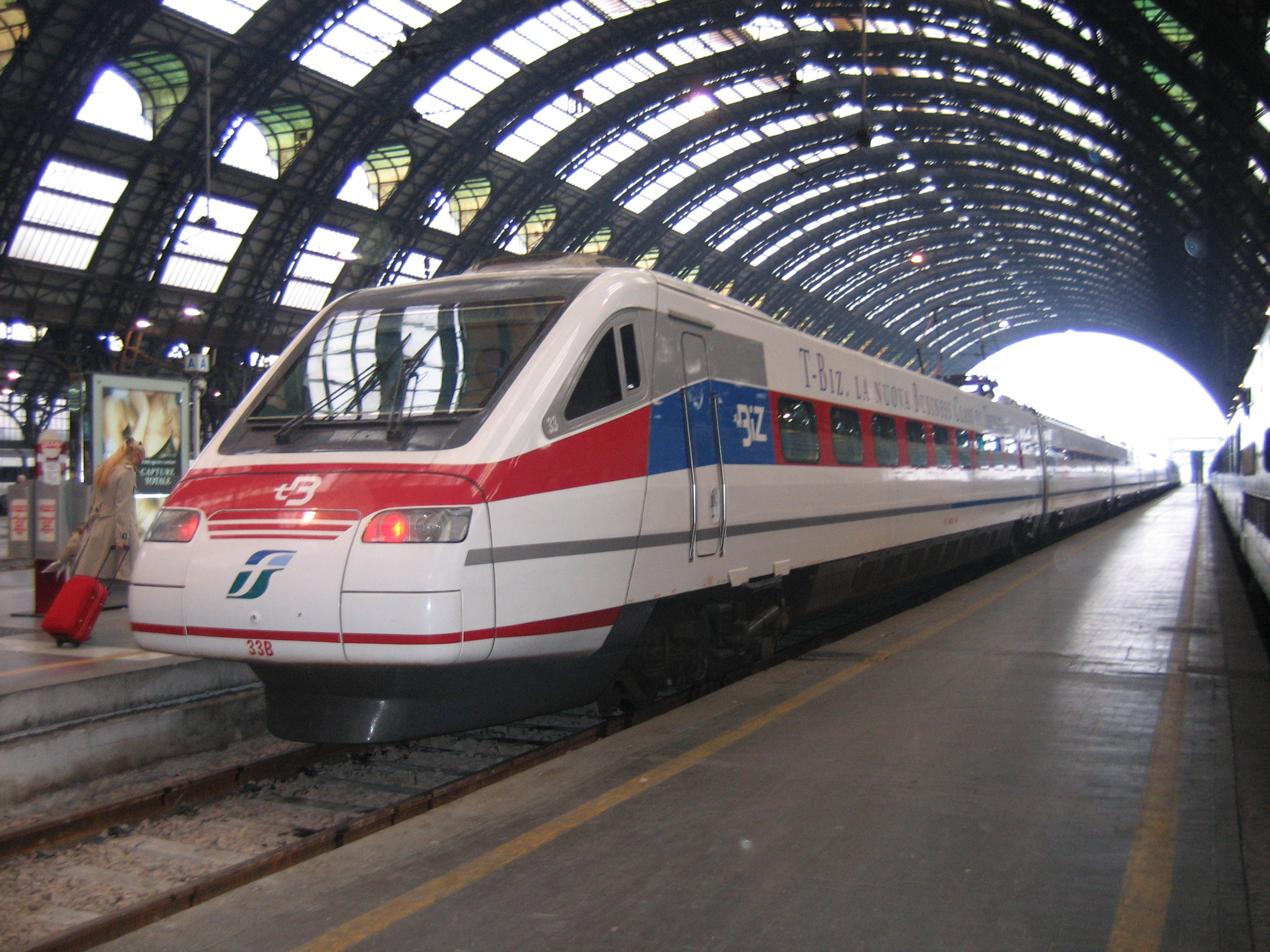
L'ETR 480 numero 33, colorato con la prima livrea tBiZ, a Milano Centrale.

Il servizio era effettuato con treni ETR 485 dotati di livrea specifica e fu pensato per i lavoratori che avevano la necessità di spostarsi frequentemente e velocemente tra Roma e Milano, divenendo il primo vero atto della concorrenza che su questa tratta il vettore ferroviario ha poi lanciato nei confronti di quello aereo anche per il segmento di clientela business. I treni infatti effettuavano una fermata intermedia di soli 3 minuti a Bologna Centrale e non effettuavano altre fermate né a Milano, né a Roma né a Firenze: in questo modo Milano e Roma, da orario, erano collegate in 4 ore e 5 minuti, invece che nelle 4 ore e 30 minuti che all'epoca erano il tempo standard.
Con l'entrata in vigore del nuovo orario nel dicembre 2008, in concomitanza della quale venne inaugurata la linea dedicata all'alta velocità tra Milano e Bologna, entrò a regime il servizio Eurostar Italia Alta Velocità; la commercializzazione dei treni a marchio tBiZ venne quindi soppressa. Un ruolo analogo a quello dei treni tBiZ è oggi ricoperto dai servizi Frecciarossa che collegano Milano e Roma in 2 ore e 59 minuti, senza fermate intermedie.
| tBiZ numero | Roma Termini | Bologna Centrale | Milano Centrale |
| ----------- | ------------ | ---------------- | --------------- |
| 9302        | 06.25        | 08.52            | 10.30           |
| 9304        | 18.05        | 20.35            | 22.10           |

| tBiZ numero | Milano Centrale | Bologna Centrale | Roma Termini |
| ----------- | --------------- | ---------------- | ------------ |
| 9301        | 06.35           | 08.17            | 10.40        |
| 9303        | 16.55           | 18.31            | 21.00        |